# Bradenstoke
Bradenstoke är en by i Wiltshire distrikt i Wiltshire grevskap i England. Byn är belägen 51,5 km 
från Salisbury. Orten har 574 invånare (2016). Byn nämndes i Domedagsboken (Domesday Book) år 1086, och kallades då Bradenestoch(e).